# Zieleniec (województwo kujawsko-pomorskie)
Zieleniec – wieś w Polsce położona w województwie kujawsko-pomorskim, w powiecie aleksandrowskim, w gminie Bądkowo.

## Podział administracyjny
W latach 1975–1998 miejscowość należała administracyjnie do województwa włocławskiego. Wieś sołecka – zobacz jednostki pomocnicze gminy Bądkowo w BIP.

## Demografia
Według Narodowego Spisu Powszechnego (III 2011 r.) liczył 37 mieszkańców. Jest jedną z 2 najmniejszych miejscowości gminy Bądkowo (ludność żadnej z nich nie przekraczała 40 osób).

## Historia
Zieleniec w wieku XIX – wieś i folwark w powiecie nieszawskim, gminie i parafii Straszewo.
W roku 1885 było tu 36 mieszkańców, 464 mórg dworskich i 6 mórg włościańskich. Folwark wchodzi w skład dóbr Koneck. Właścicielem dóbr Koneck był Korneli Sulimierski, w skład dóbr wchodziły oprócz folwarku Zieleniec, Biesiekierz, Pomiany, Wincentowo, Zapustek, Młynek.